# Рейн-Некар-Арена
ПреЗеро Арена (нім. Rhein-Neckar-Arena) — футбольний стадіон у німецькому місті Зінсгайм. Раніше мав назву «Рейн-Некар-Арена». Відкритий 2009 року. Стадіон є домашньою ареною футбольного клубу «Гоффенгайм 1899».
На початку 2019 року стадіон отримав нову комерційну назву — «ПреЗеро Арена».

## Галерея

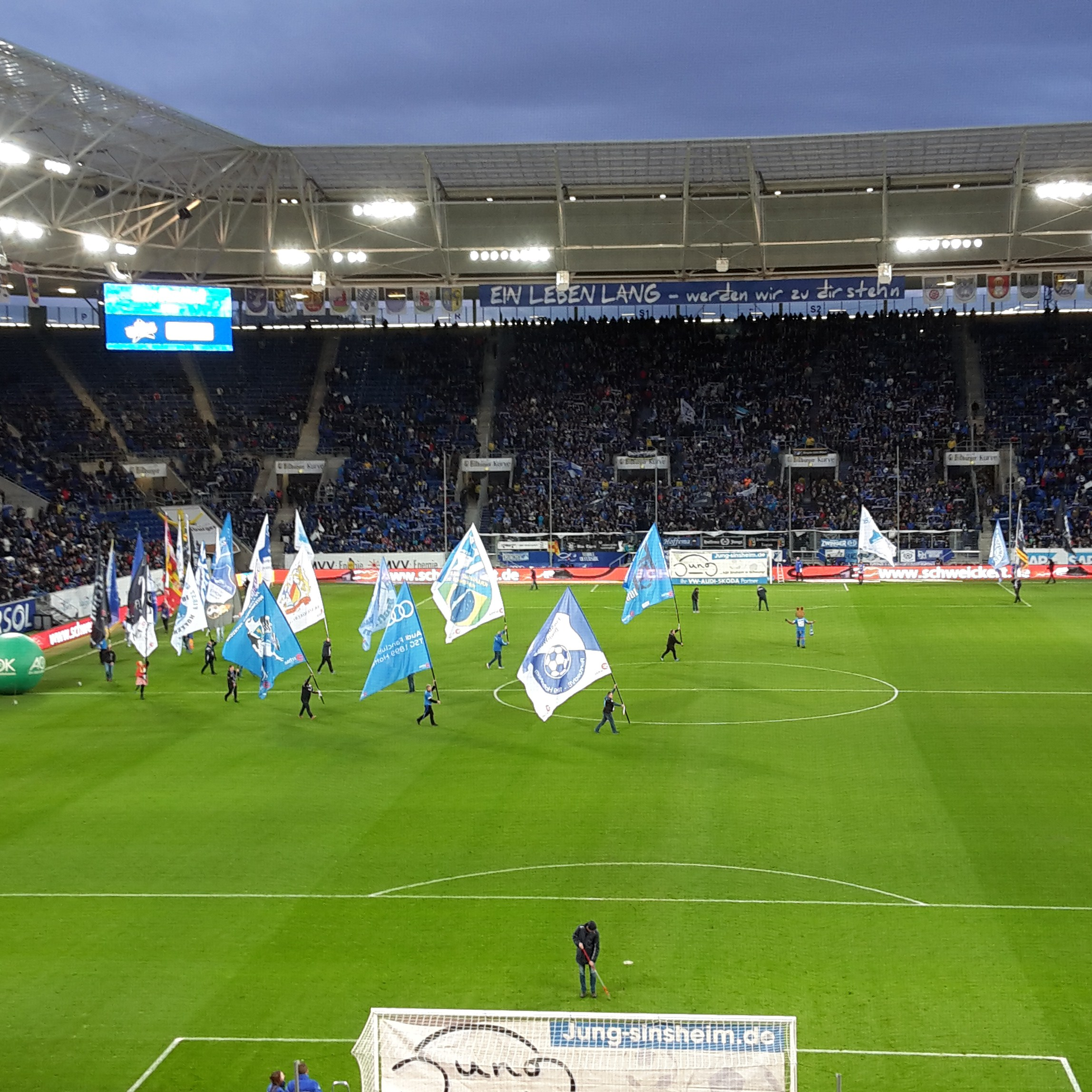
Стадіон Рейн-Некар-Арена